# ولادیمیر آتانیان
ولادیمیر گورگنی آتانیان (ارمنی: Վլադիմիր Գուրգենի Աթանյան؛ زاده ۴ مهٔ ۱۹۴۰ - درگذشته ۵ فوریهٔ ۲۰۲۴) نقاش اهل ارمنستان بود.

## زندگی‌نامه
وی در ۴ مهٔ ۱۹۴۰ در ایروان در به دنیا آمد و از انستیتو دولتی هنری و نمایشی ایروان فارغ‌التحصیل گشت. وی همچنین برنده جوایزی همچون چهره هنری شایسته ارمنستان شوروی شد. وی در ۵ فوریهٔ ۲۰۲۴ در سن ۸۳ سالگی در لس آنجلس درگذشت.

## نگارخانه

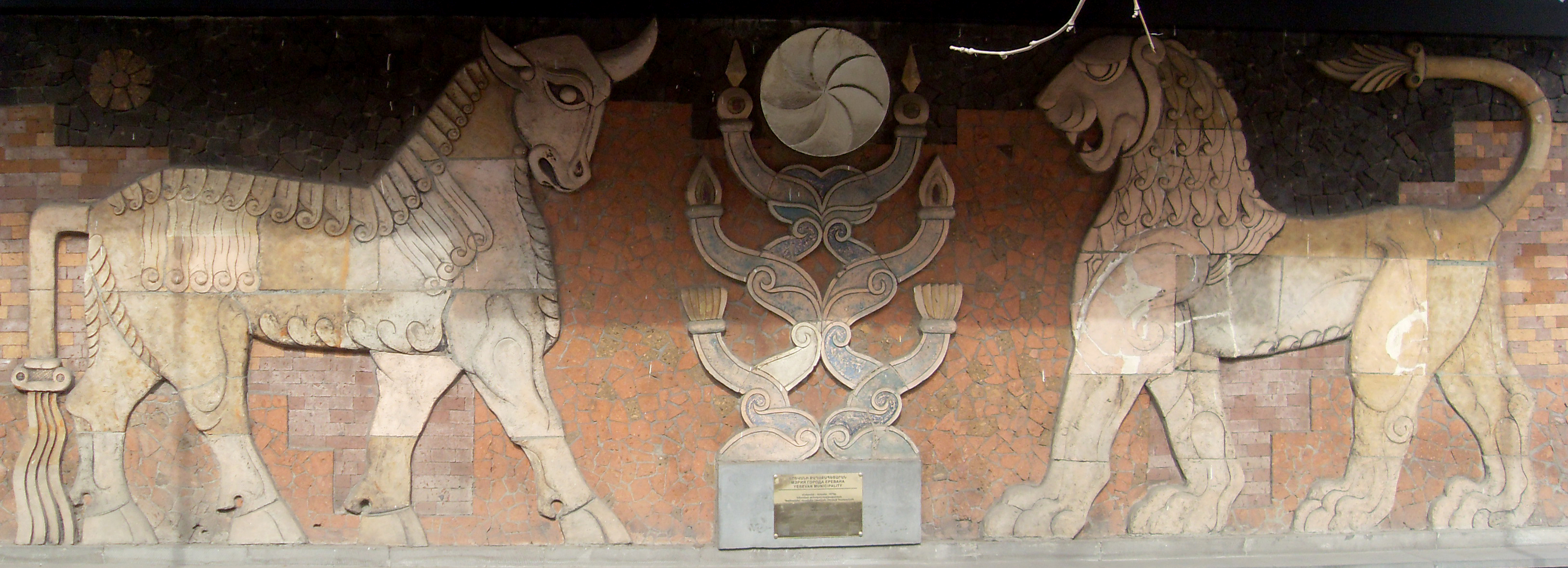